# Steentijd
De steentijd of het stenen tijdperk is de periode uit de prehistorie waarin mensen stenen werktuigen gebruikten en nog geen metalen (helemaal aan het eind van de steentijd werden van sommige metalen wel sieraden gemaakt). Aannemelijk is dat ze in die tijd ook wel houten en benen gebruiksvoorwerpen maakten. De houten voorwerpen zijn uiteraard vrijwel nooit bewaard gebleven. Een uitzondering zijn de in 1994 bij het Duitse Schöningen gevonden houten speren van ongeveer 350.000 jaar (350 ka) oud. Die vondst maakte aannemelijk dat de voorlopers van de mens al zeer lange tijd actieve jagers waren en niet, zoals tot dan door veel archeologen werd aangenomen, vooral aaseters.
De duur van de steentijd is afhankelijk van de plaats die bekeken wordt: voor bepaalde stammen op Borneo of Nieuw-Guinea is hij nog maar net afgelopen, en sommige stammen in het Amazonebekken bevinden zich aan het begin van de 21e eeuw nog in dit tijdvak.
Meestal wordt de steentijd onderverdeeld in drie fasen:
- het paleolithicum of de oude steentijd, verreweg de langste periode, van ongeveer 2,5 miljoen jaar (2,5 Ma) geleden tot het einde van de laatste ijstijd, ongeveer 10.000 jaar (10 ka) geleden;
- het mesolithicum of de middensteentijd, culturen van jager-verzamelaars na het einde van de laatste ijstijd;
- het neolithicum of de jonge steentijd, culturen waar landbouw de belangrijkste sector in de economie was.

Aan het eind van de steentijd werden op beperkte schaal werktuigen van koper gemaakt, archeologen spreken daar van de kopertijd, kopersteentijd of chalcolithicum, daarop volgen de bronstijd en eventueel de ijzertijd. Eventueel, omdat in Mesopotamië en Egypte het schrift tijdens de bronstijd volwassen werd, waarmee de prehistorie daar voorbij was en daar dus geen sprake is van een ijzertijd.
De datering en duur van de steentijd is onderwerp van discussie en hangt ook af van de gehanteerde definities en locaties. De oude steentijd begon ongeveer 2,5 miljoen jaar (2,5 Ma) geleden in Afrika, toen de eerste hominiden gereedschappen uit steen gingen maken. De steentijd begon dus al voordat Homo sapiens op aarde rondliep. Het is echter buitengewoon moeilijk met zekerheid te zeggen of een losse steen met een breukvlak en een scherpe kant, maar zonder context, het resultaat is van een bewuste bewerking of van een toevallige gebeurtenis; die beslissing wordt veel gemakkelijker door het vinden van grote aantallen van dergelijke stenen in lokale concentraties, terwijl ze op andere, overigens vergelijkbare plaatsen ontbreken. De oudste vondsten zijn daarom altijd controversieel. De overgang naar koper en brons vond in de periode tussen 6000 en 2500 voor Christus plaats, in Noordwest-Europa dichter bij het laatste tijdstip.